# Great King Rat
"Great King Rat" (Español: "Gran Rey Rata") es una canción escrita por el vocalista Freddie Mercury para el álbum debut de 1973, Queen. Escrita en 1971, la canción estuvo inspirada por la rima infantil, "Old King Cole".

## Grabación y producción

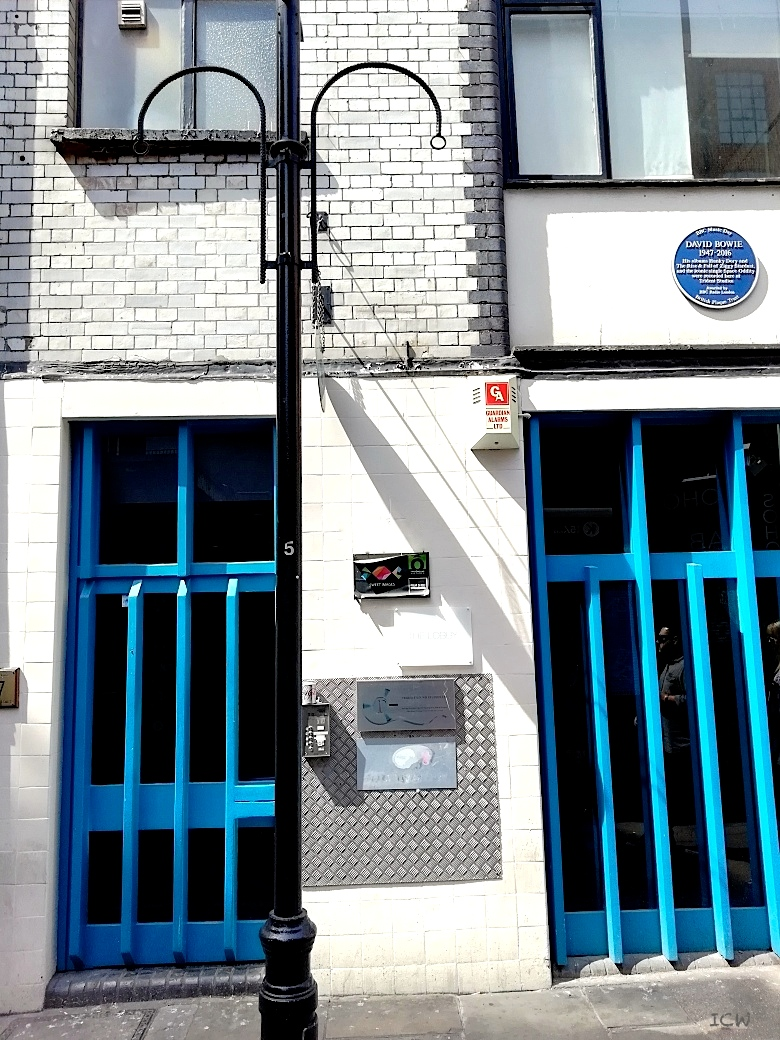
Los Trident Studios en 2018, donde el álbum fue grabado.

"Great King Rat" fue escrita por Mercury. Está canción es un claro ejemplo del primer sonido de Queen, con una duración aproximada de 5 minutos con 42 segundos. A pesar de que la canción no haya sido publicada como sencillo, se mantiene como una de las más populares entre la base de seguidores de Queen.
"Great King Rat" apareció en las sesiones de De Lane Lea, no obstante, la versión grabada en los estudios Trident fue acortada por 25 segundos. Una poderosa melodía de guitarra acompañada por sus coros pegajosos hace a "Great King Rat" una representación perfecta a la música de la época.

## En vivo
Pese a su gran cariño por la comunidad de fanáticos, sólo fue interpretada en contadas ocasiones por la banda durante todas las giras (con la alineación original) siendo su último registro en un concierto en Milán en el año de 1984, siendo interpretada una sección de la canción donde al igual que esta, Stone Cold Crazy también vería a la luz su última interpretación con la alineación original de la banda.
Versiones en vivo
- Una versión grabada en el Rainbow Theatre el 31 de marzo de 1974 durante la gira de Queen II fue publicado en la edición de lujo de Live at the Rainbow '74.[6]

## Créditos
Créditos adaptados desde las notas del álbum.
- Freddie Mercury – voz principal y coros
- Brian May – guitarra eléctrica y acústica, coros
- Roger Taylor – batería, pandereta, coros
- John Deacon – bajo eléctrico